# Aßmann (Nutzfahrzeuge)
Aßmann war ein Nutzfahrzeug- und Aufbauhersteller in Eisenach.

## Geschichte der Firma
Die Nutzfahrzeug- und Karosseriefabrik wurde von E & K Aßmann im Jahr 1920 gegründet.
Im Betrieb Aßmann wurden viele Aufbauten für große Nutzfahrzeuge und Omnibusse gefertigt. Besonders wurden für Reisebusse und für sogenannte Aussicht-Omnibusse Karosserien entworfen und gebaut. Es entstanden im Auftrag der Kunden große Möbelwagen und Anhänger.
Der Betrieb wurde im Jahr 1972 in der DDR enteignet und verstaatlicht, um ihn in einen „Volkseigenen Betrieb“ (VEB) umzuwandeln.
Nach der Wende konnte der Betrieb als Aßmann GmbH neu gegründet werden. Die Firma ist seitdem als Reparatur-, Service- und Karosseriebetrieb tätig.

## Quelle
- Oldtimer Nutzfahrzeug Lexikon, Motorbuch Verlag 2008, S. 29. ISBN 978-3-613-02944-6